# Holjapyx
Holjapyx es un género de Diplura en la familia Japygidae.

## Especies
- Holjapyx calaverasae Smith, 1959
- Holjapyx conspersus Smith, 1959
- Holjapyx diversiunguis (Silvestri, 1911)
- Holjapyx forsteri Pagés, 1952
- Holjapyx humidus Smith, 1959
- Holjapyx hyadis Smith, 1959
- Holjapyx imbutus Smith, 1959
- Holjapyx insiccatus Smith, 1959
- Holjapyx irroratus Smith, 1959
- Holjapyx madidus Smith, 1959
- Holjapyx punamuensis Pagés, 1952
- Holjapyx schusteri Smith, 1959